# 1863年
1863年（1863 ねん）は、西暦（グレゴリオ暦）による、木曜日から始まる平年。

## 他の紀年法
- 干支：癸亥
- 日本（天保暦） 
  - 文久2年11月12日 - 文久3年11月21日
  - 皇紀2523年
- 清：同治元年11月12日 - 同治2年11月21日
- 朝鮮

  - 李氏朝鮮 : 哲宗14年
  - 檀紀4196年
- 阮朝（ベトナム）：嗣徳16年
- 仏滅紀元：2405年 - 2406年
- イスラム暦：1279年7月10日 - 1280年7月20日
- ユダヤ暦：5623年4月10日 - 5624年4月21日
- 修正ユリウス日(MJD)：1506 - 1870
- リリウス日(LD)：102347 - 102711

※皇紀は、太陽暦採用と共に1873年に施行された。

※檀紀は、大韓民国で1948年9月25日に法的根拠を与えられたが、1961年年号廃止の法令を制定に伴い、1962年1月1日からは公式な場での使用禁止。

## カレンダー
| 1月 |    |    |    |    |    |    |
| 日  | 月 | 火 | 水 | 木 | 金 | 土 |
|     |    |    |    | 1  | 2  | 3  |
| 4   | 5  | 6  | 7  | 8  | 9  | 10 |
| 11  | 12 | 13 | 14 | 15 | 16 | 17 |
| 18  | 19 | 20 | 21 | 22 | 23 | 24 |
| 25  | 26 | 27 | 28 | 29 | 30 | 31 |
|     |    |    |    |    |    |    |

| 2月 |    |    |    |    |    |    |
| 日  | 月 | 火 | 水 | 木 | 金 | 土 |
| 1   | 2  | 3  | 4  | 5  | 6  | 7  |
| 8   | 9  | 10 | 11 | 12 | 13 | 14 |
| 15  | 16 | 17 | 18 | 19 | 20 | 21 |
| 22  | 23 | 24 | 25 | 26 | 27 | 28 |
|     |    |    |    |    |    |    |

| 3月 |    |    |    |    |    |    |
| 日  | 月 | 火 | 水 | 木 | 金 | 土 |
| 1   | 2  | 3  | 4  | 5  | 6  | 7  |
| 8   | 9  | 10 | 11 | 12 | 13 | 14 |
| 15  | 16 | 17 | 18 | 19 | 20 | 21 |
| 22  | 23 | 24 | 25 | 26 | 27 | 28 |
| 29  | 30 | 31 |    |    |    |    |
|     |    |    |    |    |    |    |

| 4月 |    |    |    |    |    |    |
| 日  | 月 | 火 | 水 | 木 | 金 | 土 |
|     |    |    | 1  | 2  | 3  | 4  |
| 5   | 6  | 7  | 8  | 9  | 10 | 11 |
| 12  | 13 | 14 | 15 | 16 | 17 | 18 |
| 19  | 20 | 21 | 22 | 23 | 24 | 25 |
| 26  | 27 | 28 | 29 | 30 |    |    |
|     |    |    |    |    |    |    |

| 5月 |    |    |    |    |    |    |
| 日  | 月 | 火 | 水 | 木 | 金 | 土 |
|     |    |    |    |    | 1  | 2  |
| 3   | 4  | 5  | 6  | 7  | 8  | 9  |
| 10  | 11 | 12 | 13 | 14 | 15 | 16 |
| 17  | 18 | 19 | 20 | 21 | 22 | 23 |
| 24  | 25 | 26 | 27 | 28 | 29 | 30 |
| 31  |    |    |    |    |    |    |
|     |    |    |    |    |    |    |

| 6月 |    |    |    |    |    |    |
| 日  | 月 | 火 | 水 | 木 | 金 | 土 |
|     | 1  | 2  | 3  | 4  | 5  | 6  |
| 7   | 8  | 9  | 10 | 11 | 12 | 13 |
| 14  | 15 | 16 | 17 | 18 | 19 | 20 |
| 21  | 22 | 23 | 24 | 25 | 26 | 27 |
| 28  | 29 | 30 |    |    |    |    |
|     |    |    |    |    |    |    |

| 7月 |    |    |    |    |    |    |
| 日  | 月 | 火 | 水 | 木 | 金 | 土 |
|     |    |    | 1  | 2  | 3  | 4  |
| 5   | 6  | 7  | 8  | 9  | 10 | 11 |
| 12  | 13 | 14 | 15 | 16 | 17 | 18 |
| 19  | 20 | 21 | 22 | 23 | 24 | 25 |
| 26  | 27 | 28 | 29 | 30 | 31 |    |
|     |    |    |    |    |    |    |

| 8月 |    |    |    |    |    |    |
| 日  | 月 | 火 | 水 | 木 | 金 | 土 |
|     |    |    |    |    |    | 1  |
| 2   | 3  | 4  | 5  | 6  | 7  | 8  |
| 9   | 10 | 11 | 12 | 13 | 14 | 15 |
| 16  | 17 | 18 | 19 | 20 | 21 | 22 |
| 23  | 24 | 25 | 26 | 27 | 28 | 29 |
| 30  | 31 |    |    |    |    |    |
|     |    |    |    |    |    |    |

| 9月 |    |    |    |    |    |    |
| 日  | 月 | 火 | 水 | 木 | 金 | 土 |
|     |    | 1  | 2  | 3  | 4  | 5  |
| 6   | 7  | 8  | 9  | 10 | 11 | 12 |
| 13  | 14 | 15 | 16 | 17 | 18 | 19 |
| 20  | 21 | 22 | 23 | 24 | 25 | 26 |
| 27  | 28 | 29 | 30 |    |    |    |
|     |    |    |    |    |    |    |

| 10月 |    |    |    |    |    |    |
| 日   | 月 | 火 | 水 | 木 | 金 | 土 |
|      |    |    |    | 1  | 2  | 3  |
| 4    | 5  | 6  | 7  | 8  | 9  | 10 |
| 11   | 12 | 13 | 14 | 15 | 16 | 17 |
| 18   | 19 | 20 | 21 | 22 | 23 | 24 |
| 25   | 26 | 27 | 28 | 29 | 30 | 31 |
|      |    |    |    |    |    |    |

| 11月 |    |    |    |    |    |    |
| 日   | 月 | 火 | 水 | 木 | 金 | 土 |
| 1    | 2  | 3  | 4  | 5  | 6  | 7  |
| 8    | 9  | 10 | 11 | 12 | 13 | 14 |
| 15   | 16 | 17 | 18 | 19 | 20 | 21 |
| 22   | 23 | 24 | 25 | 26 | 27 | 28 |
| 29   | 30 |    |    |    |    |    |
|      |    |    |    |    |    |    |

| 12月 |    |    |    |    |    |    |
| 日   | 月 | 火 | 水 | 木 | 金 | 土 |
|      |    | 1  | 2  | 3  | 4  | 5  |
| 6    | 7  | 8  | 9  | 10 | 11 | 12 |
| 13   | 14 | 15 | 16 | 17 | 18 | 19 |
| 20   | 21 | 22 | 23 | 24 | 25 | 26 |
| 27   | 28 | 29 | 30 | 31 |    |    |
|      |    |    |    |    |    |    |

## できごと

### 1月
- 1月1日
  - リンカーン米大統領が奴隷解放宣言を布告。
  - 米国でホームステッド法による初めての払下げ申請
- 1月8日 - 米国で大陸横断鉄道着工
- 1月9日 - 世界初の地下鉄がロンドンで開業
- 1月21日 - オペル社創立
- 1月22日 - 現在のポーランド、リトアニア、ベラルーシでロシア帝国の支配に対する一月蜂起が勃発

### 2月
- 2月16日 - カンザス農科大学（後のカンザス州立大学）創立（初のランドグラント大学）
- 2月17日 - 国際負傷軍人救護常置委員会（五人委員会）発足（後の赤十字国際委員会）

### 3月
- 3月3日 - 米国（北軍）初の徴兵法成立（実施4月1日）
- 3月10日 - 英王子アルバート（後のエドワード7世）がデンマーク王女アレクサンドラと結婚
- 3月13日 - 米国（北軍）初の黒人部隊創設（マサチューセッツ第54連隊 (54th Massachusetts Volunteer Infantry)）
- 3月25日 - 米国初の名誉勲章授与 (Jacob Parrott)
- 3月30日 - デンマーク王子ヴィルヘルムがギリシャ国王ゲオルギオス1世として即位

### 4月
- 4月21日（文久3年3月4日） - 徳川家茂が上洛（将軍の上洛は229年ぶり）
- 4月28日（文久3年3月11日） - 孝明天皇が賀茂神社へ行幸
- 4月30日（文久3年3月13日）
  - 新選組結成
  - 南北戦争： チャンセラーズヴィルの戦い（ - 5月6日）

### 5月
- 5月18日 - 南北戦争： ビックスバーグの包囲戦（ - 7月4日）
- 5月21日 - 南北戦争： ポートハドソンの包囲戦（ - 7月9日）
- 5月23日 - ライプツィヒで全ドイツ労働者協会創設
- 5月28日（文久3年4月11日） - 孝明天皇が石清水八幡宮へ行幸

### 6月
- 6月9日 - 南北戦争： ブランディ・ステーションの戦い
- 6月13日 - 南北戦争： 第二次ウィンチェスターの戦い（ - 6月15日）
- 6月20日 - 南北戦争： 南軍に参加したバージニア州から奴隷制に反対する北西部諸郡が分離独立、ウェストバージニア州が成立
- 6月25日（文久3年5月10日） - 馬関戦争： 長州藩が米商船ペンブローグ号を砲撃

### 7月
- 7月1日 - 南北戦争： ゲティスバーグの戦い（ - 7月3日）
- 7月5日（文久3年5月20日） - 姉小路公知が禁裏で暗殺される（朔平門外の変）
- 7月8日（文久3年5月23日） - 馬関戦争： 長州藩が仏軍艦キンシャン号を砲撃
- 7月11日（文久3年5月26日） - 馬関戦争： 長州藩が蘭軍艦メデューサ号を砲撃
- 7月13日 - 南北戦争： ニューヨーク徴兵暴動
- 7月16日（文久3年6月1日） - 馬関戦争: 米艦ワイオミング号が報復砲撃
- 7月18日（文久3年6月3日） - 江戸で大火、江戸城本丸・西ノ丸を焼失（文久の大火）
- 7月19日（文久3年6月4日） - 香港からアメリカに向けて航海をしていた「バイキング号」（1349トン）が荒天により伊豆諸島御蔵島の岩場に引き寄せられて座礁。乗っていた中国人労働者や乗員ら483人が島民により救助された[1]。
- 7月20日（文久3年6月5日） - 馬関戦争： 仏艦隊が報復砲撃
- 7月22日（文久3年6月7日） - 長州藩で高杉晋作らが奇兵隊編成

### 8月
- 8月11日 - カンボジアがフランスの保護国となる
- 8月15日（文久3年7月2日） - 薩英戦争（ - 8月17日（7月4日））
- 8月17日 - 天誅組の変起こる。
- 8月18日 - 八月十八日の政変起こる。公武合体派が尊王攘夷派公卿を排除したクーデター。
- 8月19日 - 前日の政変により排除された七卿が長州へ落ちる。七卿落ち。

### 9月
- 9月29日（文久3年8月17日） - 天誅組の変
- 9月30日（文久3年8月18日）
  - ビゼー歌劇「真珠採り」初演（パリ）

### 10月
- 10月3日 - リンカーン米大統領が感謝祭を休日にすると宣言
- 10月11日 - 幕府の洋学所開成所開校
- 10月14日（文久3年9月2日） - 井土ヶ谷事件
- 10月26日 - イングランドサッカー協会創立
- 10月29日 - 赤十字国際委員会設立

### 11月
- 11月15日 - デンマーク王フレデリク7世が死去しクリスチャン9世が即位
- 11月19日 - 南北戦争：リンカーン米大統領がゲティスバーグで演説（人民の人民による人民のための政治）

### 12月
- 12月16日 - ハイネケン設立

### 日付不詳
- ジュール・ベルヌ「気球に乗って五週間」刊行

## 誕生
- 1月1日 - ピエール・ド・クーベルタン、近代オリンピック創立者（+ 1937年）
- 1月8日 - パウル・シェーアバルト、画家・作家・詩人（+ 1915年）
- 1月8日 - エレン・センプル、地理学者（+ 1932年）
- 1月17日（ロシア暦1月5日） - コンスタンチン・スタニスラフスキー、俳優・演出家（+ 1938年）
- 1月17日 - デビッド・ロイド・ジョージ（+ 1945年）
- 1月19日 - ヴェルナー・ゾンバルト、経済学者・社会学者（+ 1941年）
- 2月14日（文久2年12月26日） - 岡倉天心、美術家（+ 1913年）
- 2月19日 - エマヌエル・モール、作曲家・ピアニスト・楽器発明家（+ 1931年）
- 2月22日（文久3年1月5日） - 坪井正五郎、自然人類学者（+ 1913年）
- 2月23日 - フランツ・フォン・シュトゥック、画家・版画家・彫刻家・建築家（+ 1928年）
- 2月27日 - ジョージ・ハーバート・ミード、社会学者・哲学者・思想史家（+ 1931年）
- 3月1日（文久3年1月12日） - 嵯峨の屋おむろ、小説家・翻訳家（+ 1947年）
- 3月4日 - レジナルド・インズ・ポコック、動物学者（+ 1947年）
- 3月5日（文久3年1月16日） - 阪谷芳郎、大蔵官僚・政治家（+ 1941年）
- 3月12日 - ウラジミール・ベルナドスキー、鉱物学者・地球化学者（+ 1945年）
- 3月12日 - ガブリエーレ・ダンヌンツィオ、詩人・作家（+ 1938年）
- 3月14日（文久3年1月25日） - 徳富蘇峰、評論家（+ 1957年）
- 3月18日 - エドガー・サイアーズ、フィギュアスケート選手（+ 1946年）
- 3月20日 - エルネスト・ナザレー、ピアニスト・作曲家（+ 1934年）
- 3月27日（文久3年2月9日） - 梅田ミト、長寿世界一 (+ 1975年)
- 4月3日 - アンリ・ヴァン・デ・ヴェルデ、画家（+ 1957年）
- 4月10日（文久3年2月23日） - 山極勝三郎、病理学者（+ 1930年）
- 4月16日 - エミール・フリアン、画家（+ 1932年）
- 5月14日 - ジョン・チャールズ・フィールズ、数学者（+ 1932年）
- 6月2日 - フェリックス・ワインガルトナー、指揮者（+ 1942年）
- 6月21日 - マックス・ヴォルフ、ドイツの天文学者（+ 1932年）
- 6月29日 - ウィルバート・ロビンソン、メジャーリーガー（+ 1934年）
- 7月16日 - ファニー・ブルームフィールド・ツァイスラー、ピアニスト（+ 1927年）
- 7月19日 - ヘルマン・バール、作家（+ 1934年）
- 7月24日 - トミー・マッカーシー、メジャーリーガー（+ 1922年）
- 7月30日 - ヘンリー・フォード、フォード自動車創設者（+ 1947年）
- 8月10日（文久3年6月26日） - 近衛篤麿、政治家、第3代貴族院議長（+ 1904年）
- 8月10日（文久3年6月26日） - 清沢満之、真宗大谷派僧侶・哲学者（+ 1903年）
- 8月24日（文久3年7月11日） - 徳川家達、徳川宗家第16代当主・貴族院議長（+ 1940年）
- 9月13日（文久3年8月1日） - 藤山雷太、実業家、藤山コンツェルン創始者（+ 1938年）
- 9月17日（文久3年8月5日） - 河本にわ、長寿世界一 (+ 1976年)
- 10月9日 - アレクサンドル・ジロティ、音楽家（+ 1945年）
- 10月9日 - アルバート・スワード、植物学者・地質学者（+ 1941年）
- 10月12日（文久3年8月30日） - 原田直次郎、洋画家（+ 1899年）
- 10月24日 - アルノルト・ロゼ、ヴァイオリニスト（+ 1946年）
- 10月29日 - マーク・ボールドウィン、メジャーリーガー（+ 1929年）
- 11月11日 - ポール・シニャック、画家（+ 1935年）
- 12月7日 - ピエトロ・マスカーニ、オペラ作曲家（+ 1945年）
- 12月12日 - エドヴァルド・ムンク、画家（+ 1944年）
- 12月24日 - エンリケ・フェルナンデス・アルボス、ヴァイオリニスト・作曲家（+ 1939年）
- 12月25日（文久3年11月15日） - 志賀重昂、地理学者（+ 1927年）
- 12月26日（文久3年11月16日） - 森槐南、漢詩人・官僚（+ 1911年）

## 死去
- 3月24日（文久3年2月6日） - 長井雅楽、長州藩士（* 1819年）
- 4月4日 - ルートヴィッヒ・グリム、画家（* 1790年）
- 5月1日（文久3年3月14日） - 松平斉貴、松江藩第9代藩主（* 1815年）
- 5月14日 - フェルディナント・バイエル、作曲家・ピアニスト（* 1803年）
- 7月5日（文久3年5月20日） - 姉小路公知、公卿（* 1839年）
- 7月11日（文久3年5月26日） - 田中新兵衛、薩摩藩士（* 1832年）
- 7月25日（文久3年6月10日） - 緒方洪庵、医師・蘭学者（* 1810年）
- 8月1日（文久3年6月17日） - 箕作阮甫、蘭学者（* 1799年）
- 8月13日 - ウジェーヌ・ドラクロワ、画家（* 1798年）
- 8月27日（文久3年7月14日） - 会沢正志斎、水戸藩の儒学者（* 1782年）
- 9月17日 - アルフレッド・ド・ヴィニー、劇作家・詩人（* 1797年）
- 9月20日 - ヤーコプ・グリム、言語学者・文学者・グリム兄弟の兄（* 1785年）
- 10月30日（文久3年9月18日） - 芹沢鴨、壬生浪士（新選組）初代局長（* ？）
- 11月8日（文久3年9月27日） - 吉村寅太郎、天誅組総裁（* 1837年）
- 12月13日 - フリードリヒ・ヘッベル、劇作家・詩人・小説家（* 1813年）